# Labium
Labium är ett släkte av steklar. Labium ingår i familjen brokparasitsteklar.

## Dottertaxa tillLabium, i alfabetisk ordning[1]
- Labium approximatum
- Labium associatum
- Labium bicolor
- Labium bivittatum
- Labium brevicorne
- Labium centrale
- Labium clavicorne
- Labium ferrugineum
- Labium fulvicorne
- Labium gracile
- Labium hobartense
- Labium inflexum
- Labium longiceps
- Labium longicorne
- Labium montivagum
- Labium multiarticulatum
- Labium occidentale
- Labium petitorium
- Labium pilosum
- Labium raymenti
- Labium rufiscutum
- Labium sculpturatum
- Labium spiniferum
- Labium subaequale
- Labium subpilosulum
- Labium superbum
- Labium wahli
- Labium walkeri
- Labium variegator
- Labium vasseanum